# Ptychoramphus aleuticus
Ptychoramphus aleuticus là một loài chim trong họ Alcidae.